# Novantinoe cristinae
Novantinoe cristinae är en skalbaggsart som beskrevs av Santos-silva och Hovore 2007. Novantinoe cristinae ingår i släktet Novantinoe och familjen långhorningar.
Artens utbredningsområde är Guatemala. Inga underarter finns listade i Catalogue of Life.